# 行星定位儀

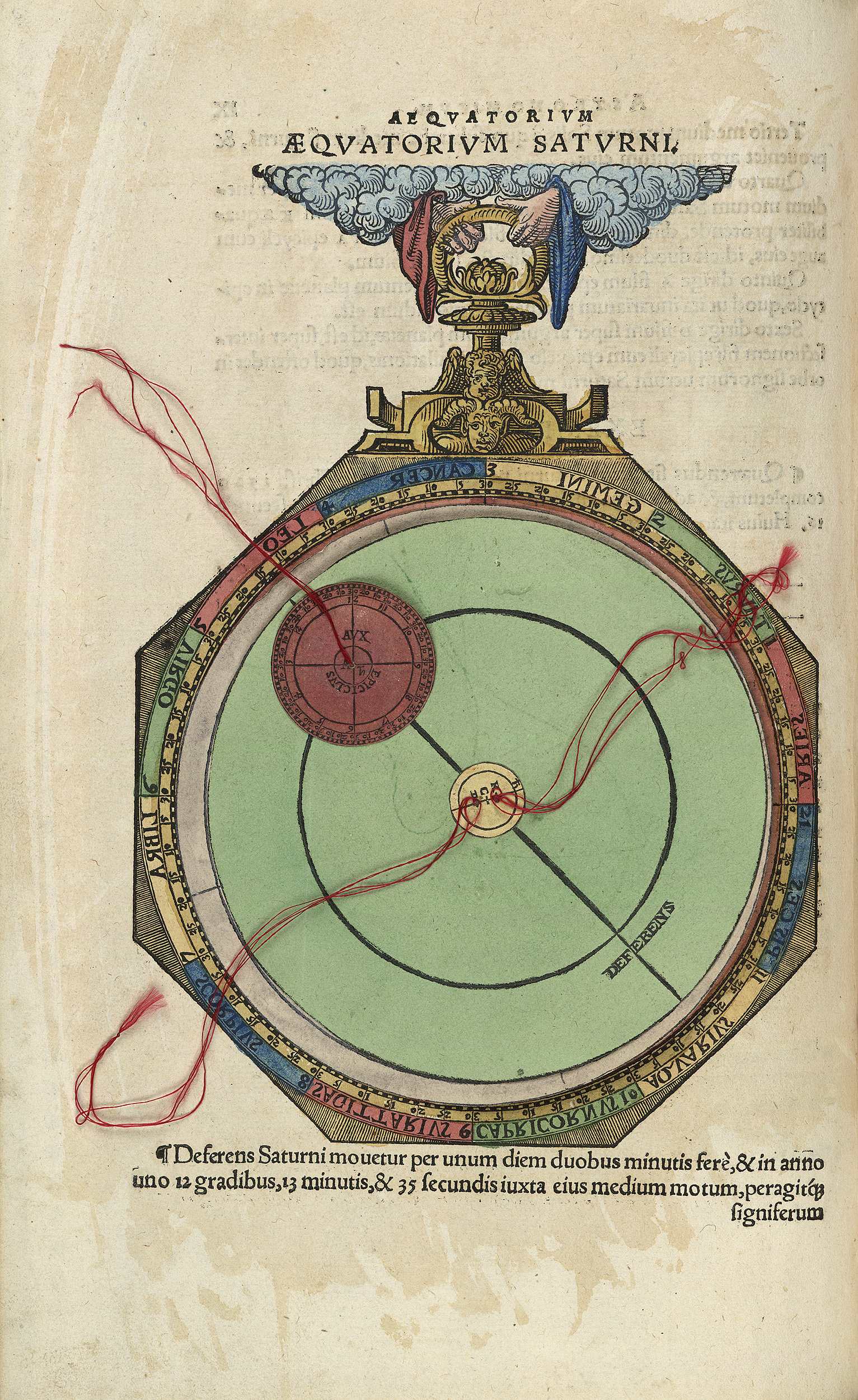
來自约翰·舍纳的行星定位儀

行星定位儀（equatorium，複數：equatorium）是一種天文學、計算儀器。它可以使用幾何模型來表示給定天體的位置，而無需進行算術運算即可找到月球、太陽和行星的位置。

## 歷史
行星定位儀可能是由古希臘人製造的，儘管沒有來自那個時期的任何發現或描述被保存下來。第4世紀的數學家亞歷山大的席恩，對托勒密的實用天文表評論中介紹了一些圖表，根據托勒密的本輪理論，對行星的位置進行幾何計算。普羅克洛在五世紀的著作《Hypotyposis》中首次描述了太陽定位儀（相對於行星）的構造，在那裡，他給出了如何用木頭或青銅建造的說明。
現存的關於行星定位儀的最早描述是 阿方索十世贊助，在13世紀將阿拉伯作品的拉丁翻譯《天文學知識書籍》，再以卡斯蒂利亞彙編的天文學作品：其中也包括11世紀早期的由伊本·薩姆和1080/1081和扎爾卡萊的論文集。
諾瓦拉的坎帕努斯的「理論天文館」（約1261-1264年）是歐洲現存最早的以拉丁文描述行星定位儀的文本。 坎帕努斯的儀器類似於一個星盤，在一塊母盤內有幾個可互換的板塊。坎帕努斯論文的最佳手稿包括紙張和羊皮紙，以及帶有可移動部件的行星定位儀。

## 變化

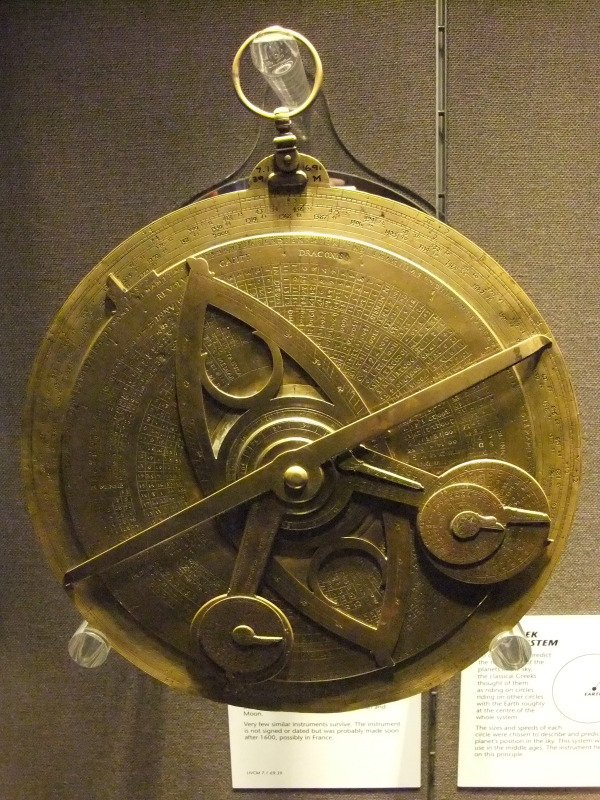
可能出自法國，1600年的行星定位儀。

行星定位儀的歷史雖然僅僅在11世紀就結束，但它激發了一項更為多樣化的發明，名為「阿爾比翁」（Albion）。阿爾比翁是14世紀初沃林福德的理查發明的一種天文儀器。它有各種各樣的功能用途，例如用於計算行星和合的行星定位儀。它可以計算日食發生的時間。阿爾比翁由18種不同的尺規組成，與行星定位儀比較，它非常的複雜。這種儀器的歷史至今仍有爭議，因為過去唯一的阿爾比翁既沒有名字也沒有標記。

## 星盤與行星定位儀的比較
要瞭解行星定位儀的起源，先回顧一下它的靈感來源：星盤。星盤的歷史可以追溯到大約西元前220年，由喜帕恰斯發明。這兩種儀器之間的區別在於，星盤在特定位置和時間量測太陽和恒星在給定時間的位置；還有用於陸地和船隻的專用星盤。星盤的工作原理是將可移動組件（指標）調整到特定的日期和時間。然後，將星盤與地平線對齊，將指標的一端放在與眼睛同高的位置，另一端指向您要查看的天體。相較之下，行星定位儀是一種更罕見的天文儀器。它根據托勒密的行星理論，用於計算行星和天體過去或未來的位置。這些工具的相似之處在於，它們都是簡化和有效進行幾何計算的計算設備。

## 使用
行星定位儀可以根據本輪進一步專業化。有三種可能的本輪可調整為三組行星位置：月球、恆星、和太陽。在托勒密體系中的太陽被認為也是一顆行星，因此行星定位儀也可以用來確定它的位置。通過使用托勒密的模型，天文學家能够製造出一種具有各種功能的單一儀器，以滿足太陽系以地球為中心的信念。事實上，因為行星的方向提供了對黃道星座的洞察力，這有助於一些醫生為患者提供醫療服務，專門的行星定位儀有占星術方面的醫學功能。
使用表格計算一顆行星的天體位置至少需要15分鐘。那個時代的占星術需要七個天體的位置，因此需要將近兩個小時的人工計算時間。

## 進階讀物
- Seb Falk's blog: making a planetary equatorium. （页面存档备份，存于）